# Вильгельм IV (герцог Брауншвейг-Люнебурга)
Вильгельм IV Младший (англ. Wilhelm IV. der Jüngere; 1425 — 7 июля 1503, Хардегзен, Нижняя Саксония) — герцог Брауншвейг-Люнебурга, который также правил на землях Вольфенбюттель и Гёттинген.

## Жизнь
Старший сын Вильгельма Победоносного, герцог Брауншвейг-Вольфенбюттеля. В 1473 году отец подарил ему Гёттингенское княжество. В 1482 году отец умер, и Вильгельм со старшим братом Фридрихом стали совместно править наследственными землями; однако уже в 1484 году Вильгельм посадил Фридриха в тюрьму и стал единоличным правителем. В 1490 году он купил город Хельмштедт у аббата Вердена. В 1491 году Вильгельм передал княжество Вольфенбюттель, включая Каленберг, своим сыновьям и оставил себе только Гёттинген. В 1495 году он передал бразды правления Гёттингеном своему сыну Эриху в обмен на апанаж. Вильгельм умер 7 июля 1503 года в Хардегзене.

## Дети
Вильгельм IV был женат на Елизавете (ок. 1438 — 7 сентября 1520), дочери Бодо VII, графа Штольберг-Вернигеродского. У них было трое детей:
- Анна (1460 — 16 мая 1520)

∞ Вильгельм I, ландграф Гессен-Касселя
- Генрих (24 июня 1463 — 23 июня 1514)
- Эрих (16 февраля 1470 — 26 июля 1540)

∞ Катарина Саксонская (1468—1524)
∞ Елизавета Бранденбургская (1510—1558)